# Pays Coupés
Les Pays Coupés sont une petite partie de l'Auvergne, sortes de vallons boisés qui forment la limite ouest du Massif central avec la plaine, comprenant entre autres les communes de Saint-Floret, Saint-Yvoine, Saurier. Son terrain est volcanique et parfois tourmenté ; on y remarque notamment la formation géologique dite Vallée des Saints, près de Boudes. Il se trouve au sein du parc naturel régional des Volcans d'Auvergne.
Un autre « Pays Coupés » existe dans le parc naturel régional Livradois-Forez, autour des communes à proximité de Craponne-sur-Arzon.